# Golfe de Leyte

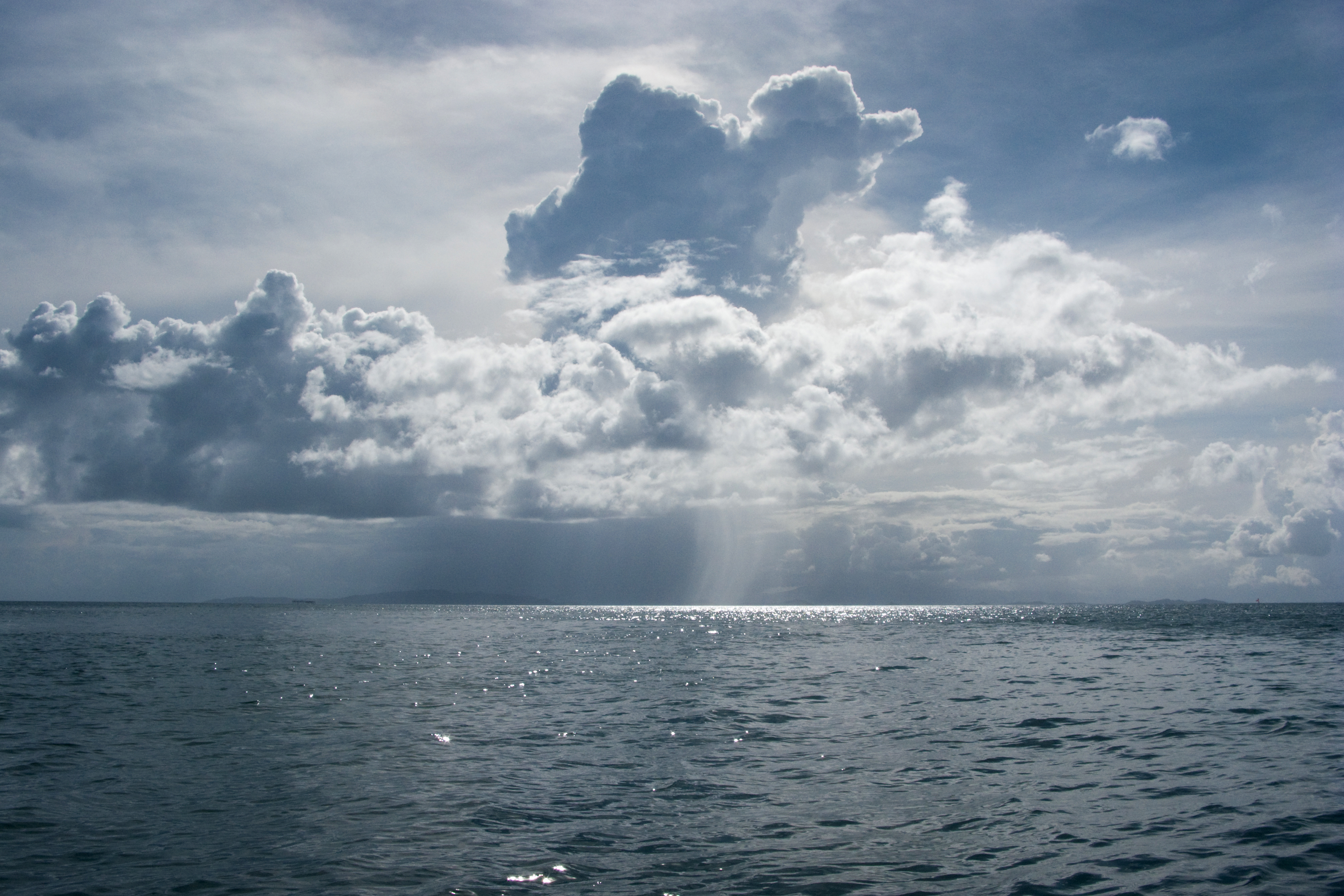
Ciel tropical dans le nord du golfe.

Le golfe de Leyte est un golfe des Philippines situé à l'est de l'île de Leyte et ouvrant sur la mer des Philippines (10° 50′ N, 125° 25′ E).
Le golfe est bordé au nord par l'île de Samar, qui n'est séparée de Leyte à l'ouest que par l'étroit détroit de San Juanico, et au sud par l'île de Mindanao, séparée de Leyte par le détroit de Surigao. L'île de Dinagat ferme partiellement le golfe au sud-est et la petite île d'Homonhon (en) se trouve à l'entrée est du golfe (c'est le lieu du premier débarquement de Ferdinand Magellan le 16 mars 1521 ; après sa traversée complète du Pacifique, il s'était arrêté à Guam, mais seulement pour se ravitailler). Le golfe mesure environ 130 km du nord au sud et 60 km d'est en ouest.
Il est connu pour avoir été le théâtre de la plus grande bataille navale de la Seconde Guerre mondiale et sans doute de l'Histoire, la bataille du golfe de Leyte.

## Source
- (en) Cet article est partiellement ou en totalité issu de l’article de Wikipédia en anglais intitulé « Leyte Gulf » (voir la liste des auteurs).